# Dudás Mária
Dudás Mária (? –) magyar színésznő.

## Életpályája
1960-tól Budapesten, az I. számú Szülészeti és Nőgyógyászati Klinika csecsemőosztályán ápolónőként dolgozott és mellette a Mafilm Filmszínészképző Stúdiójában folytatott színi tanulmányokat. 1965-ben négy filmben is szerepelt. 

„Jól tudom: „rút kis kacsa vagyok...” Újszilvásról kerültem Budapestre, s öt éve vagyok itt, a klinikán. Nem is tudom, mi adta az ötletet, hogy jelentkezzem a stúdióba. Magam csodálkoztam a legjobban, amikor megtudtam, hogy felvettek…Azt mondják: „absztrakt” fejem van és ez — sajnos, vagy szerencsére — igaz. De, ha épp ez kell a rendezőknek? ”

 1967-ben nyilatkozta: 

„Köszönöm a filmgyárnak, hogy megismerhettem Jancsó tanár urat, Ranódy Lászlót és Lator Marát. De borzasztó, hogy a vizsgafilmek után nem volt egyetlen egy gesztusuk, ami a befejezés érzetét adta volna. Vártunk valamit. Egy jó szót, egy biztatást. Elszédültünk. Mindenki boldoguljon, úgy, ahogy tud. Én jó nővér lettem volna, ha nem jönnek… Ha nem jön az a hirdetés. És ma sehol sem érzem jól magam. Akkor lennék boldog, hogyha egy hónapból csak hat napot és ez nem sok, csak hat napot filmezhetnék. Mindegy, hogy mit. Istenem lett a film. És azon a tanfolyamon, ott a stúdióban én elhihettem, hogy nekem ezt az istent kell szolgálnom.”

 1965 és 1980 között számos filmben szerepelt, epizodistaként karakterszerepeket játszott.

## Filmes és televíziós szerepei
- Zöldár (1965)... Görög Jolán
- Szerelmes biciklisták (1965)
- Gyerekbetegségek (1965)
- Patyolat akció (1965)
- A férfi egészen más (1985)
- Aranysárkány (1966)
- Ezek a fiatalok (1967)
- A tanú (1967)... Gépírónő
- Ismeri a szandi mandit? (1969)... Titkárnő
- Isten hozta, őrnagy úr! (1969)... Postáskisasszony
- 7 kérdés a szerelemről (és 3 alkérdés) (1969)
- Szép magyar komédia (1970)
- Hatholdas rózsakert (1970
- Gyula vitéz télen-nyáron (1970)... Hölgyismerős
- Égi bárány (1971)
- Hangyaboly (1971)
- Madárkák (1971)
- Még kér a nép (1972)
- Álljon meg a menet! (1973)... Kiszolgálónő
- Csínom Palkó (1973)... Nevelőnő
- 12 egy tucat (1974)
- Jelbeszéd (1974)
- 141 perc a befejezetlen mondatból (1975)
- Utánam, srácok! (1975)... Fiatal nő a lakótelepen, babakocsival
- Autó (1975)
- Árvácska (1976)... Szikár nő
- Tükörképek (1976)
- Kilenc hónap (1976)... Sógornő
- Apám néhány boldog éve (1977)
- Olyan, mint otthon (1978)
- BUÉK! (1978)... Labortitkárnő
- Küszöbök (1979)
- Utolsó előtti ítélet (1980)